# Кламонж
Кламонж (фр. Clamanges) насеље је и општина у североисточној Француској у региону Шампањ-Арден, у департману Марна која припада префектури Шалонс ан Шампањ.
По подацима из 2011. године у општини је живело 237 становника, а густина насељености је износила 10,05 становника/km². Општина се простире на површини од 23,59 km². Налази се на средњој надморској висини од 123 метара.

## Демографија
| 1962. | 1968. | 1975. | 1982. | 1990. | 1999. | 2011. |
| ----- | ----- | ----- | ----- | ----- | ----- | ----- |
| 204   | 210   | 175   | 142   | 162   | 188   | 237   |

График промене броја становника у току последњих година